# 楓葉永恆
《楓葉永恆》，又译《楓葉永恆》、《永恒的枫叶》，是加拿大作曲家亞歷山大·繆爾於1867年創作的歌曲。

## 歷史
据说亞歷山大·繆爾在創作此曲時受到一棵矗立在他位于多倫多里斯利威老（Leslieville）的房子前面街道上的大枫树启发。这首歌在加拿大英语区非常流行，多年来一直作为非官方的国歌。由于其强烈的親英观点，所以它在加拿大法语区中变得不受欢迎，这阻止了它成为官方的国歌，尽管它被认真考虑过这个角色，甚至在许多情况下被用作事实上的国歌。
启发缪尔歌曲的那棵树在2013年7月19日至20日晚上的一场暴风雨中倒下。其木材被用来制作物品，以保存其对加拿大文化的重要性，包括多伦多市议会的演讲台和楓葉永恆紀念吉他。當地居民们希望该市能从其中一枝树枝上长出一棵新树。
在1870年代初期，亚历山大·缪尔是多伦多北部纽马克特（Newmarket）的一名小学教师。1874年6月25日，当总督达弗林勋爵为纽马克特基督教会奠基时，缪尔带着他的学校合唱团参加了活动，演唱了他的新作品《楓葉永恆》，这是其第一次公开演奏。
雖然缪尔的歌詞亲英，但并不意味其歌詞反法。他在第一节歌词“在这里，我们的驕傲，我们的自豪，并一起加入爱，蓟、三叶草、玫瑰缠绕”修改為“百合、蓟、三叶草、玫瑰、楓葉永恆”——蓟代表苏格兰；三叶草代表愛爾蘭；和代表英格兰的玫瑰——融入了象征法國的“百合”以试图表达在英國的旗帜下，希望英语区能与法语区能团结成一个完整的加拿大。

## 歌詞

### 英文歌詞
In days of yore, from Britain's shore,

Wolfe, the dauntless hero, came

And planted firm Britannia's flag

On Canada's fair domain.

Here may it wave, our boast, our pride

And, joined in love together,

The thistle, shamrock, rose entwine (也唱作: The lily, thistle, shamrock, rose)

The Maple Leaf forever!

合唱

「The Maple Leaf, our emblem dear,

The Maple Leaf forever!

God save our King and Heaven bless

The Maple Leaf forever!」
At Queenston Heights and Lundy's Lane,

Our brave fathers, side by side,

For freedom, homes and loved ones dear,

Firmly stood and nobly died;

And those dear rights which they maintained,

We swear to yield them never!

Our watchword evermore shall be

"The Maple Leaf forever!"

合唱

「The Maple Leaf, our emblem dear,

The Maple Leaf forever!

God save our King and Heaven bless

The Maple Leaf forever!」
Our fair Dominion now extends

From Cape Race to Nootka Sound;

May peace forever be our lot,

And plenteous store abound:

And may those ties of love be ours

Which discord cannot sever,

And flourish green o'er freedom's home

The Maple Leaf forever!

合唱

「The Maple Leaf, our emblem dear,

The Maple Leaf forever!

God save our King and Heaven bless

The Maple Leaf forever!」
On merry England's far famed land

May kind heaven sweetly smile,

God bless old Scotland evermore

and Ireland's Em'rald Isle!

And swell the song both loud and long

Till rocks and forest quiver!

God save our King and Heaven bless

The Maple Leaf forever

合唱

「The Maple Leaf, our emblem dear,

The Maple Leaf forever!

God save our King and Heaven bless

The Maple Leaf forever!」

### 中文翻譯
往昔一日從不列顛岸邊，

無畏的英雄沃爾夫來到。

他牢牢將大英國的旗幟，

插上加拿大的美麗地域。

願在此飄揚我們的驕傲，

我們的自豪再加上熱愛。

薊花三葉草和玫瑰纏繞，

楓葉永恆！

副歌

楓葉啊我們珍愛的象徵，

永恆的楓葉！

願上帝保佑我們的國君，

願上天永遠賜福於楓葉！
從昆士頓嶺到尼亞加拉，

勇武的前輩們並肩征戰，

為了自由家園親愛的人，

堅守着崗位英勇地犧牲。

他們所捍衛的寶貴權利，

我們發誓永遠都不拋棄！

我們的戰鬥口號永遠是：

「楓葉永恆！」
副歌
楓葉啊我們珍愛的象徵，

永恆的楓葉！

願上帝保佑我們的國君，

願上天永遠賜福於楓葉！
我們美麗國土綿延不絕，

由懷斯角至奴特卡峽灣；

願和平永遠伴隨着我們，

國土上常有豐饒的物產。

願熱愛將我們緊密連結，

紛爭與不和都無法割斷，

繁茂綠樹長於自由家園，

楓葉永恆！

副歌

楓葉啊我們珍愛的象徵，

永恆的楓葉！

願上帝保佑我們的國君，

願上天永遠賜福於楓葉！
在歡樂的英格蘭土地上，

願慈祥的天空甜美微笑，

願上帝永遠保佑蘇格蘭，

和愛爾蘭這座翡翠島嶼！

高唱這首歌並長遠傳頌，

直到岩石和森林都顫動！

願上帝保佑我們的國君，

願上天永遠賜福於楓葉！

副歌

楓葉啊我們珍愛的象徵，

永恆的楓葉！

願上帝保佑我們的國君，

願上天永遠賜福於楓葉！

## 外部鏈接
- 维基文库中的相關文獻：楓葉永恆（文言版）
- 维基文库中的相關文獻：The Maple Leaf Forever（英文）
- 维基共享资源上的相關多媒體資源：楓葉永恆